# Casa Teresa Anglada
La Casa Teresa Anglada és un edifici de Vilanova i la Geltrú (Garraf) protegit com a Bé Cultural d'Interès Local.

## Descripció
Es tracta d'un habitatge unifamiliar entre mitgeres amb planta baixa i dos pisos. Una part de la coberta és amb terrat i l'altra amb golfa amb coberta a dues vessants. Té galeries posteriors. Les crugies són paral·leles a la façana.
Les parets de càrrega són de paredat comú i maó. Els forjats són de bigues de fusta i encadellat ceràmic.
La façana és de composició simètrica amb gran portalada central d'arc de mig punt adovellat. A la dovella central hi ha la inscripció 1787. Al costat hi ha una finestra. Al primer pis trobem un balcó central de llosa d'entramat metàl·lic i ceràmica i obertura amb llinda franquejat per dos finestres. El segon pis hi ha tres balcons iguals de poca volada.
El coronament es compon de cornisa senzilla i barana llisa d'obra.